# Constel·lació del Gall Dindi
|  | Aquest article tracta sobre la constel·lació. Si cerqueu l'ocell, vegeu «Gall dindi». |

El Gall Dindi (pavo) és una constel·lació de l'hemisferi sud creada per Pieter Dirkszoon Keyser i Frederick de Houtman entre 1595 i 1597, i aparegueren per primera vegada a l'obra Uranometria de Johann Bayer en el 1603.

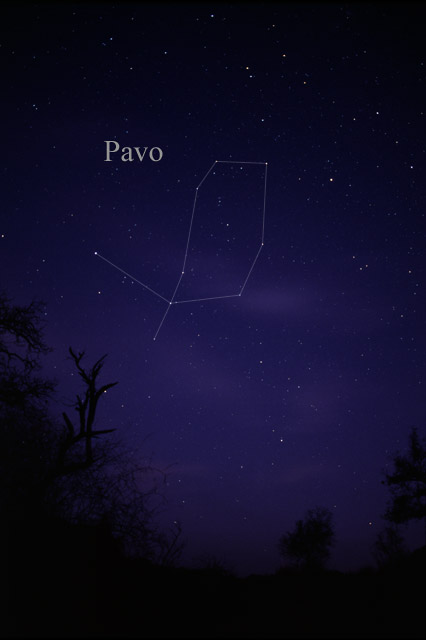
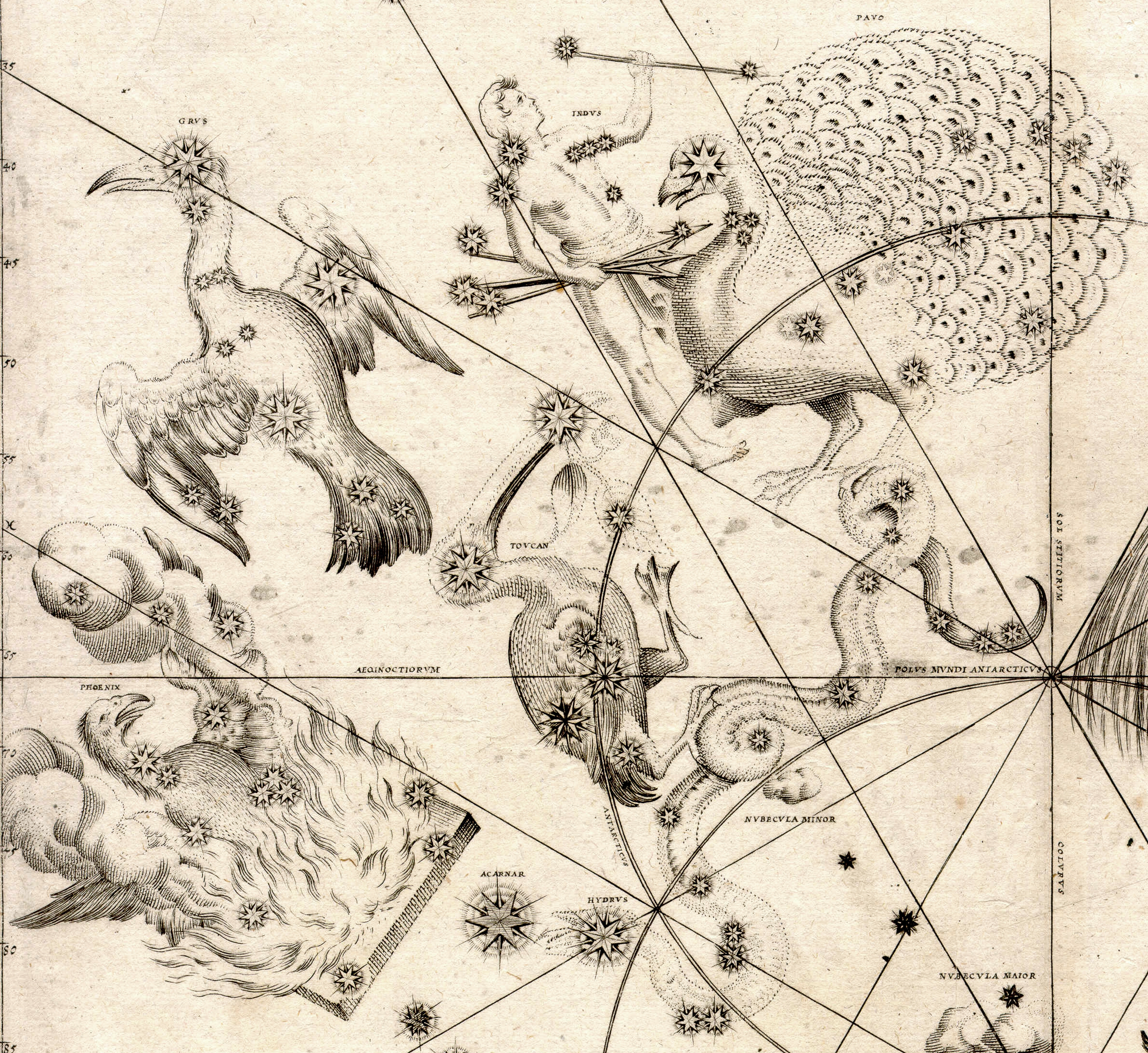

## Estrelles principals

### α Pavonis
L'estrella més brillant de la constel·lació és Peacock (α Pavonis), una subgegant blava, unes 5 vegades més massiva que el Sol, i 4 vegades més gran que aquest. Amb una magnitud aparent d'1,94, és la 46a estrella més brillant del cel.
És també una estrella doble: la seva companya, de magnitud 9,20, distant quasi 0,21 ua – molt pròxima per tant de la principal, orbita només en 11,8 dies.

### Altres estrelles
β Pavonis, la segona estrella de la constel·lació, no és més que de la magnitud aparent 3,42. Distant 140 anys llum, brilla amb l'esclat d'una seixantena de sols.
κ Pavonis és una estrella variable polsant, del tipus W Virginis. Distant 320 anys llum, el seu esclat evoluciona en 9,07 dies entre les magnitud 3,91 i 4,78.
HD 196050 té un planeta extrasolar.

### Taula de les estrelles de Pavo
| Estrella | Magnitud aparent | Magnitud absoluta | Distància (anys llum) | Tipus espectral |
| -------- | ---------------- | ----------------- | --------------------- | --------------- |
| α Pav    | 1,94             | -1,81             | 183                   | B2IV            |
| β Pav    | 3,42             | 0,29              | 138                   | A5IV            |
| δ Pav    | 3,55             | 4,62              | 20                    | G5IV-Vvar       |
| η Pav    | 3,61             | -1,67             | 371                   | K1III           |
| κ Pav    | 3,91             | -2,20             | 544                   | F5Ib-II         |
| ε Pav    | 3,97             | 1,41              | 106                   | A0V             |
| ζ Pav    | 4,01             | -0,03             | 210                   | K2III           |
| γ Pav    | 4,21             | 4,39              | 30                    | F6V             |
| λ Pav    | 4,22             | -4,50             | 1812                  | B2II-III        |
| π Pav    | 4,33             | 1,19              | 139                   | Am              |
| ξ Pav    | 4,35             | -1,20             | 420                   | M1III SB        |
| ν Pav    | 4,63             | -1,20             | 479                   | B8III           |
| NU Pav   | 4,63             | -1,20             | 479                   | B8III           |
| φ¹ Pav   | 4,75             | 2,55              | 90                    | F1III           |
| HR 7012  | 4,78             | 2,45              | 95                    | A7V             |
| ρ Pav    | 4,86             | 0,98              | 195                   | Fm delta Del    |
| ο Pav    | 5,06             | -2,12             | 889                   | M2III           |
| φ² Pav   | 5,11             | 3,19              | 79                    | F8V             |
| ω Pav    | 5,14             | -0,86             | 516                   | K1III-IV        |
| υ Pav    | 5,14             | -1,92             | 841                   | B8Vvar          |
| HR 7587  | 5,24             | 0,41              | 302                   | B9.5IV          |
| HR 7221  | 5,31             | 2,48              | 120                   | G8/K0III/IV     |
| μ² Pav   | 5,32             | 1,04              | 235                   | K2IVCN...       |
| SX Pav   | 5,34             | -0,08             | 396                   | M5III           |
| HR 7498  | 5,39             | 2,30              | 135                   | A4III           |
| σ Pav    | 5,41             | 0,56              | 305                   | K0III           |
| HR 7531  | 5,41             | 0,90              | 260                   | A0IV            |
| ι Pav    | 5,47             | 4,22              | 58                    | G0V             |

Nota: Els valors numèrics provenen de les dades mesurades pel satèl·lit Hipparcos  Arxivat 2016-03-03 a Wayback Machine.

## Objectes celestes
La constel·lació del Gall dindi conté el cúmul globular NGC 6752, distant 20.000 anys llum, la galàxia espiral barrada NGC 6744 i les dues galàxies NGC 6872 i IC4970, situades a 300 milions d'anys llum.

## Història
La constel·lació del Gall dindi estava molt al sud per ser coneguda pels astrònoms antics de la mediterrània. La primera menció d'aquesta constel·lació prové dels navegants neerlandesos Pieter Dirksz Keyser i Fredick de Houtman al final del segle xvi. Com una dotzena d'altres, fou popularitzada per Johann Bayer a Uranometria de 1603.
La inspiració pel nom de la constel·lació prové de l'animal consagrat a Hera, la dona de Zeus a la mitologia grega.